# 五助堰堤
座標: 北緯34度44分58秒 東経135度15分41秒 / 北緯34.74944度 東経135.26139度

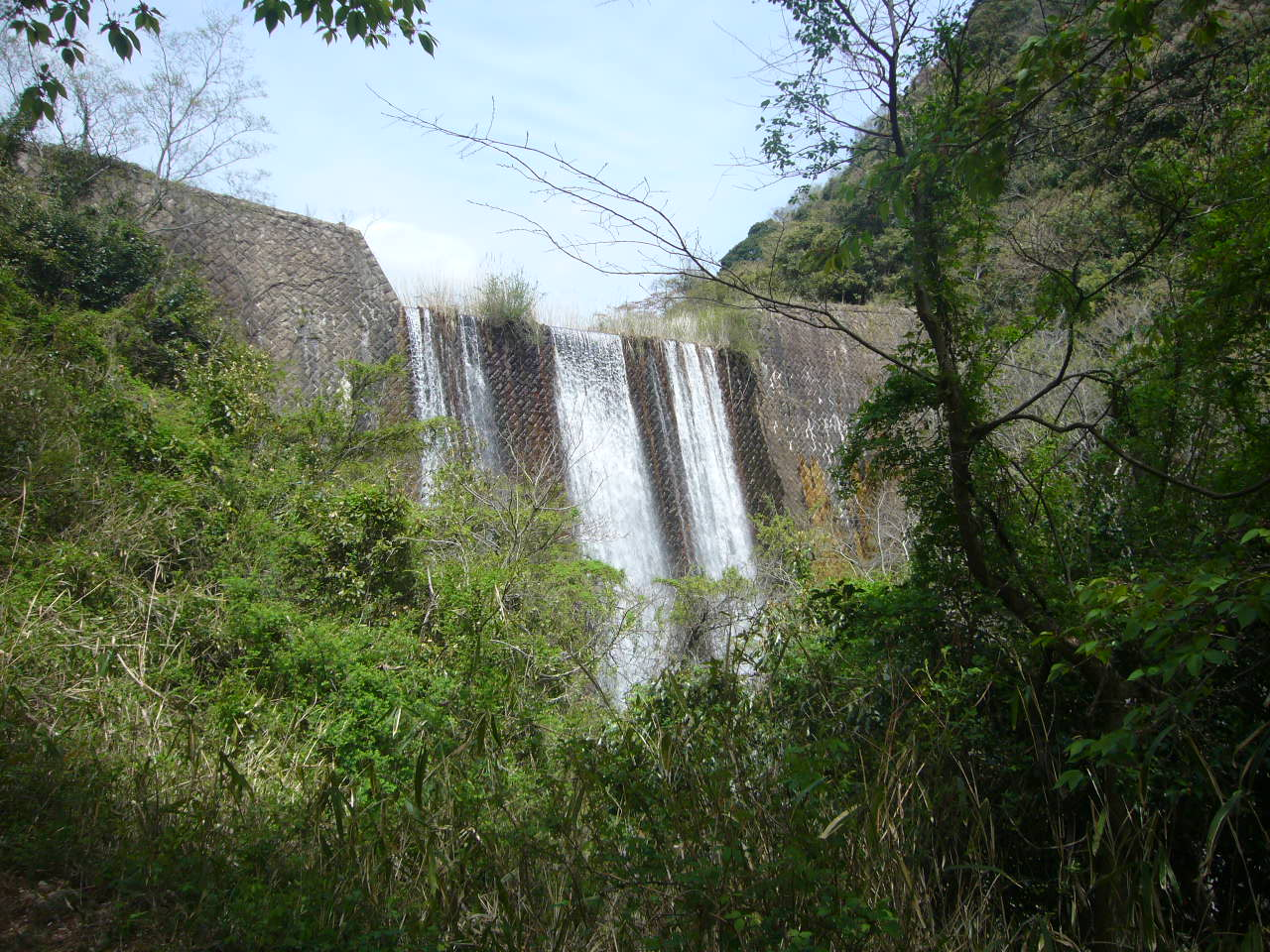
五助堰堤

五助堰堤（ごすけえんてい、通称：五助ダム）は、兵庫県神戸市の住吉川の上流、支流五助谷との合流点に設置された砂防堰堤の一つである。1952年（昭和27年）着工、1957年（昭和32年）3月完成。右岸が灘区六甲山町五助山・左岸が東灘区本山町岡本で、いずれも山林の真っ只中。但し1972年（昭和47年）6月1日の灘区への編入迄は、全域が東灘区域であった。高さ30 m、幅78 m。六甲山系の砂防堰堤（砂防ダム）のうち最大のものである。
市街地からの道のりも丁度よく、せき止められた土砂が広場を作るため東灘区民等の格好のハイキング場所となっている。
元々は阪神大水害級大水害再発の可能性に鑑みて作られたものだが、完成から10年間は土砂が貯まることもなく、無用の長物と見られていた。しかし1967年（昭和42年）7月の豪雨で土石流が発生、一夜にしてダムは土砂で一杯となり、堆積物による平地に木が茂るようになり、今の姿となった。

## 五助橋（廃橋）
現在の五助堰堤のある所から、少し住吉谷本流上流側に設けられていた橋。廃橋となっており、跡地は五助堰堤の堆積物に埋没している。住吉谷右岸を遡ってきた住吉道（有馬街道）が、現在の五助堰堤部を超え五助谷を渡ってすぐ住吉谷左岸に渡る部分に設けられた橋である。この五助橋を渡ると住吉道左岸道となり、渡らない住吉道右岸道共々、更に上流の本庄橋（廃橋）で魚屋道（有馬街道）に合流する。本庄橋（廃橋）と異なり、殆ど知られておらず、後述の地質学上の五助橋断層に名を残し、僅かに「六甲_摩耶_再度山路圖」などの古地図などでその存在が確認できる。

## 五助橋断層
五助堰堤は、六甲山地を南北に隔てる東西に延びた五助橋断層の露頭にあり、五助橋断層に沿って南西方向へ流れていた住吉川（住吉谷）はここで五助橋断層から外れて南へ流れを変える。またこの五助堰堤に流れ込む支流五助谷が、その直前で大きく半円字状に湾曲しているのはこの五助橋断層の右ずれの影響とされる。五助橋断層は逆断層でもあり、大雨・地震等に伴う土石流多発の原因となっている。兵庫県南部地震では動いていないとされるが、慶長伏見地震時に動いたと主張する学者がいる。